# José María Mendiola
José María Mendiola Insausti (San Sebastián, 18 de mayo de 1929 - Ibídem, 2 de enero de 2003) fue un escritor español.

## Biografía
José María Mendiola Insausti nació el 18 de mayo de 1929 en San Sebastián. Licenciado en Derecho por la universidad de Valladolid, José María Mendiola fue asesor jurídico de la Junta de Protección de Menores de Vizcaya. Compaginó la creación de cuentos y obras que tuvieron un gran reconocimiento, con la redacción en prensa, donde escribió desde información económica hasta críticas literarias y pequeñas notas de la vida social. Fue redactor y crítico de libros de El Diario Vasco de San Sebastián y director de la revista de historietas El Globo (1973-74).
Escribió libros para adultos y también cultivó el ensayo con varios libros publicados en Ediciones Obelisco. Alcanzó su mayor éxito literario en 1962, cuando obtuvo el Premio Nadal por su novela "Muerte por fusilamiento". Además del Nadal, hay que destacar premios como el Café Gijón o el Puente Colgante, entre otros, a los que se hizo merecedor por novelas como "Jonás y la gruta" o cuentos como "Diez mil cigüeñas". A partir de 1991, y en un giro a su producción literaria, se dedicó a la novela juvenil, en la que ganó un reconocido prestigio.
Tras una larga enfermedad, falleció a los 73 años el 2 de enero de 2003.

## Premios
Ha obtenido varios premios literarios:
- Segundo lugar en el premio "Café Gijón" de novela corta en 1958
- "Ciudad de San Sebastián" de cuentos en 1959, con "Diez mil cigüeñas"
- "Nadal" en 1962
- "Ciudad de Irún" en 1971
- "Puente Colgante" de Portugalete en 1973.

Fue finalista en el Premio Planeta en varias de sus ediciones.